# Кемпиці
Кемпиці, Кемпіце (пол. Kępice, каш. Hômer, нім. Hammermühle) — місто в північній Польщі, на річці Вепша.
Належить до Слупського повіту Поморського воєводства.

## Демографія
Демографічна структура станом на 31 березня 2011 року:
|          | Загалом | Допрацездатний вік | Працездатний вік | Постпрацездатний вік |
| -------- | ------- | ------------------ | ---------------- | -------------------- |
| Чоловіки | 1916    | 368                | 1375             | 173                  |
| Жінки    | 1931    | 338                | 1195             | 398                  |
| Разом    | 3847    | 706                | 2570             | 571                  |